# Kameanske, Vasîlivka
Kameanske (în ucraineană Кам`янське) este localitatea de reședință a comunei Kameanske din raionul Vasîlivka, regiunea Zaporijjea, Ucraina.

## Demografie
Componența lingvistică a localității Kameanske
     Ucraineană (87,46%)
     Rusă (12,13%)
     Alte limbi (0,16%)
Conform recensământului din 2001, majoritatea populației localității Kameanske era vorbitoare de ucraineană (87,46%), existând în minoritate și vorbitori de rusă (12,13%).